# پوسیولوک ایمنی مامونتووا
پوسیولوک ایمنی مامونتووا (به لاتین: Posyolok imeni Mamontova) یک منطقهٔ مسکونی در روسیه است که در سرزمین آلتای واقع شده‌است.